# Flaga Kapsztadu

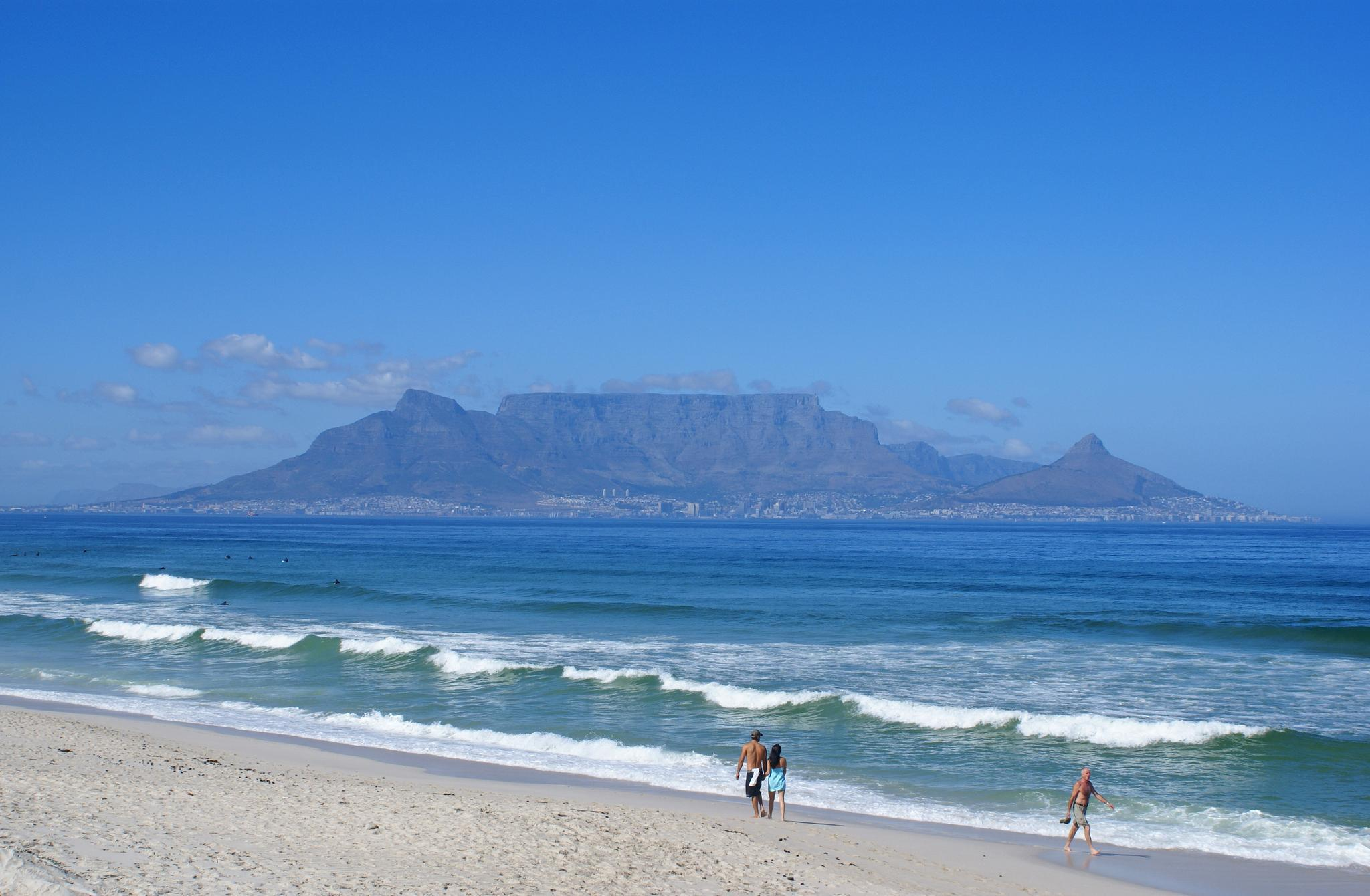
Góra Stołowa (Południowa Afryka), z Diablim Szczytem po lewej i Głową Lwa po prawej, widok z Bloubergstrand.

Flaga Kapsztadu – oficjalny symbol miasta Kapsztad w Republice Południowej Afryki.
Obecna flaga (z Górą Stołową) zastąpiła poprzednią (z herbem miasta) w 1996 roku. Została zaprojektowana przez plastyka i nie została uznana przez heraldyków.
Wzór flagi zawiera stylizowaną sylwetkę Góry Stołowej i sąsiadujących z nią szczytów: Diablego Szczytu i Głowy Lwa pociągniętą grubą białą linią na tle niebieskim w lewej górnej części i zielonym w prawej górnej części. Poniżej jest pomarańczowy pasek i czerwony pas u samego dołu.
Flaga ta stała się głównym logiem promocyjnym miasta. Nie opracowano dotąd nowego herbu.